# Puchar Ameryki Południowej w snowboardzie 2015
Puchar Ameryki Południowej w snowboardzie w sezonie 2015/2016 to kolejna edycja tej imprezy. Cykl ten rozpoczął się 18 sierpnia 2015 roku w Chilijskim Corralco. Ostatnie zawody sezonu zostały rozegrane 12 września 2015 roku w Chilijskim El Colorado.

## Konkurencje
- Snowcross
- Big Air

## Mężczyźni

### Kalendarz i wyniki
| Lp | Data             | Miejsce     | Konkurencja | Zwycięzca             | 2. miejsce            | 3. miejsce           |
| 1. | 18 sierpnia 2015 | Corralco    | Snowcross   | Schuyler Caleb McFall | Iñaqui Irarrazaval    | Steven Williams      |
| 2. | 19 sierpnia 2015 | Corralco    | Snowcross   | Iñaqui Irarrazaval    | Schuyler Caleb McFall | Tomas Galan de Malta |
| 3. | 31 sierpnia 2015 | Antillanca  | Snowcross   | Josh Miller           | Adam Dickson          | Simon White          |
| 4. | 1 września 2015  | Antillanca  | Snowcross   | Tyler Jackson         | Steven Williams       | Simon White          |
| 5. | 11 września 2015 | El Colorado | Big Air     | Federico Chiaradio    | Matías Schmitt        | Iñaqui Irarrazaval   |
| 6. | 12 września 2015 | El Colorado | Big Air     | Iñaqui Irarrazaval    | Matías Schmitt        | Lucas I. Machicao    |

### Klasyfikacje
| Lp. | Zawodnik              | Punkty |
| --- | --------------------- | ------ |
| 1.  | Iñaqui Irarrazaval    | 498    |
| 2.  | Steven Williams       | 470    |
| 3.  | Simon White           | 382    |
| 4.  | Schuyler Caleb McFall | 360    |
| 5.  | Tomas Galan de Malta  | 344    |
| 6.  | Tomas Luis Castelli   | 314    |
| 7.  | Josh Miller           | 290    |
| 8.  | Tyler Jackson         | 264    |
| 9.  | Adam Dickson          | 260    |
| 10. | Joaquin Antu Avello   | 220    |

| Lp. | Zawodnik                | Punkty |
| --- | ----------------------- | ------ |
| 1.  | Iñaqui Irarrazaval      | 320    |
| 1.  | Matías Schmitt          | 320    |
| 3.  | Federico Chiaradio      | 272    |
| 4.  | Lucas I. Machicao       | 210    |
| 5.  | Marcos Vinicius Batista | 190    |
| 6.  | Iñaki Odriozola         | 180    |
| 7.  | Santiago Pereyra        | 130    |
| 8.  | Kim Ka-hyun             | 116    |
| 9.  | Diego Ceron             | 80     |
| 10. | Pelayo Castro           | 64     |

## Kobiety

### Kalendarz i wyniki
| Lp | Data             | Miejsce     | Konkurencja | Zwycięzca            | 2. miejsce          | 3. miejsce           |
| 1. | 18 sierpnia 2015 | Corralco    | Snowcross   | Isabel Clark Ribeiro | Haili Moyer         | Meryeta Odine        |
| 2. | 19 sierpnia 2015 | Corralco    | Snowcross   | Isabel Clark Ribeiro | Meryeta Odine       | Haili Moyer          |
| 3. | 31 sierpnia 2015 | Antillanca  | Snowcross   | Isabel Clark Ribeiro | Roberta Irarrazaval | Catalina Petersen    |
| 4. | 1 września 2015  | Antillanca  | Snowcross   | Catalina Petersen    | Macarena Valle      | Isabel Clark Ribeiro |
| 5. | 11 września 2015 | El Colorado | Big Air     | Antonia Yanez        | Roberta Irarrazaval | –                    |
| 6. | 12 września 2015 | El Colorado | Big Air     | Odwołano             | Odwołano            | Odwołano             |

### Klasyfikacje
| Lp. | Zawodniczka                 | Punkty |
| --- | --------------------------- | ------ |
| 1.  | Isabel Clark Ribeiro        | 720    |
| 2.  | Catalina Petersen           | 500    |
| 3.  | Roberta Irarrazaval         | 440    |
| 4.  | Macarena Valle              | 368    |
| 5.  | Haili Moyer                 | 280    |
| 5.  | Meryeta Odine               | 280    |
| 7.  | Maria Demateo               | 266    |
| 7.  | Catalina Pont Lezica        | 266    |
| 9.  | Chiara Massardi de Bernardi | 196    |
| 10. | Alyssa Dolgin               | 180    |

| Lp. | Zawodniczka         | Punkty |
| --- | ------------------- | ------ |
| 1.  | Antonia Yanez       | 200    |
| 2.  | Roberta Irarrazaval | 160    |